# 小長井站

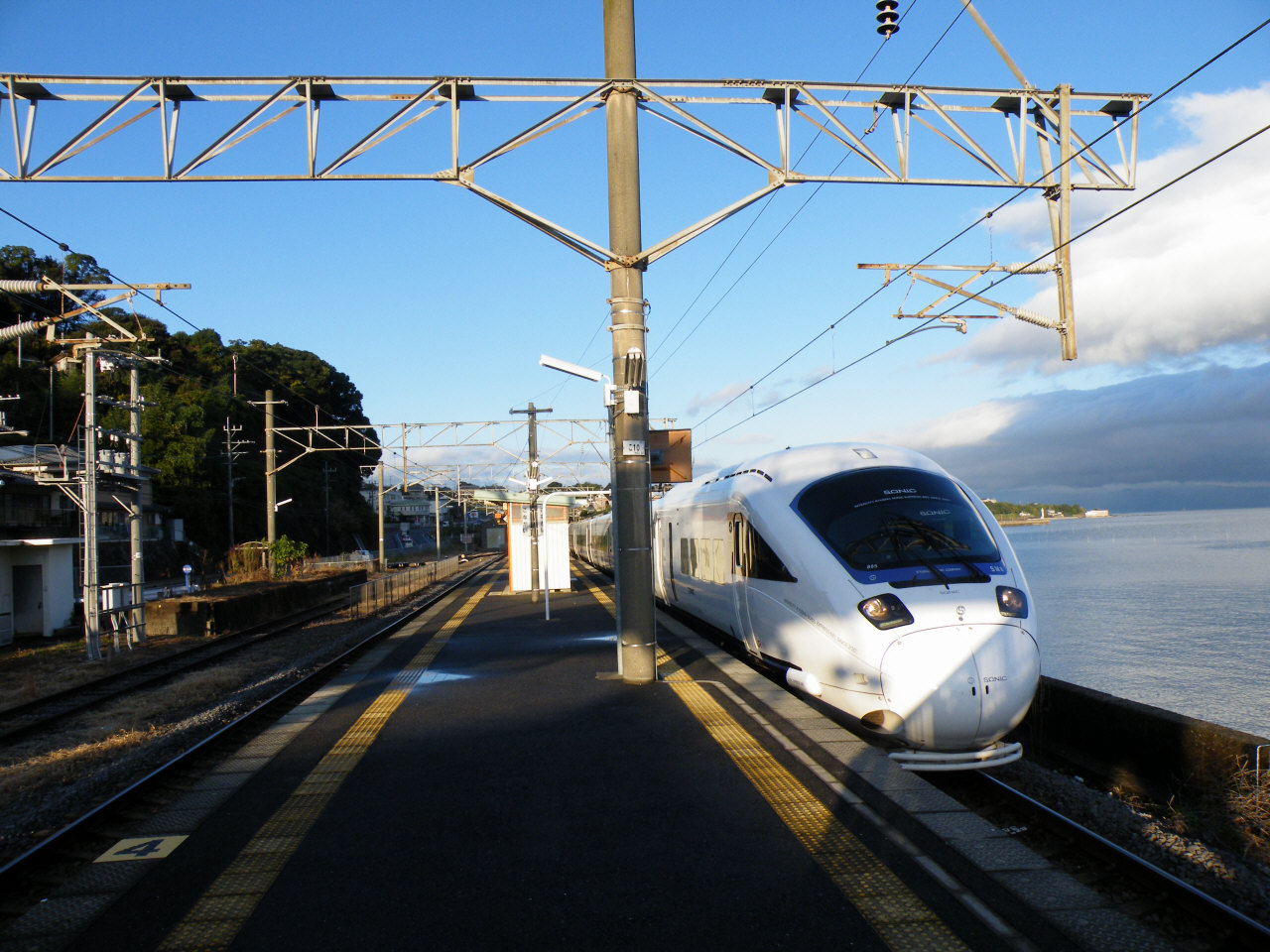
月台（2008年11月）

小長井站（日语：／ Konagai eki */?）是位於長崎縣諫早市小長井町小川原浦，屬於九州旅客鐵道（JR九州）的長崎本線車站。此站及鄰側的土井崎信號場至長崎一段均由長崎分社負責管轄。
本站的月台曾被選作2022年青春18車票夏季宣傳廣告背景，同年9月開辦的新觀光特急列車「雙星4047」上午班次也停靠本站。

## 車站構造
本站現時的站房為以水泥建成的簡易式單層站房，外觀上感覺設有閣樓，但其實只是裝飾用天窗。站房採用開放式的出入口、候車室及閘口，三者皆位於站房左方。候車室內設有候車長櫈一張，以及１座發售簡易式車票的自動售票機。右側較大的位置為男、女及傷殘人士的獨立沖水式洗手間。
車站玄關位上的站名位置並非寫上「小長井駅」的字樣，而是以振假名的方式標示「Heartful小長井」（ハハートフルこながい）的暱稱。
通過閘口後可利用跨線行人天橋前往向諫早方向的月台。

### 月台
本站設有1面2線的島式月台，而靠近站房亦設有單向1條側線。靠向肥前大浦一方的側線盡頭設有1座有蓋、供保線用的維修車停泊車房，至於向長里一方則早被拆土去。但這側線是否代表前一代站房時的側式月台已無從查考。在早上和晚上設有列車從此站為終點站或從此站出發（但是在小長井站折返的列車會先前往土井崎信號場折返。）
| 月台 | 路線      | 上下行 | 方向             |
| ---- | --------- | ------ | ---------------- |
| 1    | ■長崎本線 | 上行   | 肥前濱、江北方向 |
| 2    | ■長崎本線 | 下行   | 諫早、長崎方向   |

## 歷史
- 1934年12月1日：鐵道省長崎本線 多良站至湯江站之間開通，此站啟用。
- 1987年4月1日：隨國鐵分割民營化，車站由九州旅客鐵道（JR九州）營運[2]。
- 2022年9月23日：本站成為特急「雙星4047號列車」停車站。同時去電化，改以氣動車行駛。

## 使用狀況
在2016年（平成28年）度的1日平均乘車人次為116人，2017年度，本站使用人數未達至全九州首300位，但由於仍超過100人，因為仍記錄於JR九州的每年排名內（以附表的形成處理），2018年度起，由於連100人或以上的水平都未能達到，所以不再出現於排名榜內。
| 乘車人次變化 | 乘車人次變化       |
| 年度         | 1日平均人次        |
| ------------ | ------------------ |
| 2000         | 152                |
| 2001         | 139                |
| 2002         | 153                |
| 2003         | 158                |
| 2004         | 159                |
| 2005         | 162                |
| 2006         | 163                |
| 2007         | 158                |
| 2008         | 165                |
| 2009         | 142                |
| 2010         | 134                |
| 2011         | 134                |
| 2012         | 143                |
| 2013         | 141                |
| 2014         | 133                |
| 2015         | 133                |
| 2016         | 116                |
| 2017         | 少於314，多於100人 |
| 2018起       | <100               |

## 相鄰車站
九州旅客鐵道（JR九州）
■長崎本線
■觀光特急「雙星4047」（上午班次）
多良 → 小長井 → 諫早
■普通
肥前大浦－（土井崎信號站）－小長井－長里

## 外部連結
- JR九州小長井站 （页面存档备份，存于）（日語）